# Faraján
Faraján település Spanyolországban, Málaga tartományban. Faraján Alpandeire, Júzcar és Jubrique községekkel határos. Lakosainak száma 284 fő (2024).

## Népesség
A település népessége az elmúlt években az alábbi módon változott:
| Lakosok száma | 301  | 253  | 308  | 275  | 287  | 253  | 248  | 253  | 270  | 284  |
|               | 2001 | 2004 | 2007 | 2009 | 2012 | 2014 | 2017 | 2019 | 2022 | 2024 |